# Йохан I (Хенеберг-Шлойзинген)
Йохан I фон Хенеберг-Шлойзинген (на немски: Johann I von Henneberg-Schleusingen; * 1289; † 2 май 1359) от род Хенеберги е от 1347 до 1359 г. граф на Хенеберг-Шлойзинген.

## Биография
Той е по-малкият син на граф Бертхолд VII „Мъдрия“ (1272 – 1340) и съпругата му Аделхайд фон Хесен (1268 – 1315), дъщеря на Хайнрих I. Брат е на Хайнрих VIII († 10 септември 1347) и на Елизабет (* пр. 1318; † 6 декември 1377), омъжена за Йохан II бургграф на Нюрнберг.
Като млад Йохан повечето е с баща си, който от 1323 до 1330 г. е опекун на малолетния маркграф на Бранденбург Лудвиг, най-възрастният син на император Лудвиг IV, и щатхалтер на Маркграфство Бранденбург, и така той има много близки контакти в бранденбургския двор и в двора на Дания.
През 1339 г. Йохан се връща в графството и получава от баща си доходи от различни територии. Той наследява през 1347 г. умрелия си брат Хайнрих VIII в намалялото графство, след даване на територии на вдовицата му Юта (Юдит) фон Бранденбург цу Залцведел (1298/1300 – 1353) и техните четири дъщери. Йохан управлява като князграф. През 1349 г. е в свитата на крал Карл IV в Нюрнберг. Той живее охолно и трябва да заложи свои собствености.
През 1356 г. Йохан е номиниран на имперското събрание в Нюрнберг от император Карл IV за императорски съветник, при условието, че ще посещава императорските събрания винаги с 14 коне и 14 придружители.

## Фамилия
Йохан I се жени през 1349 г. за Елизабет фон Лойхтенберг (* 1325; † 25 юли 1361), дъщеря на ландграф Улрих I фон Лойхтенберг († 1334) и втората му съпруга Анна фон Цолерн-Нюрнберг († 1340), дъщеря на бургграф Фридрих IV фон Нюрнберг. Те имат четири деца:
- Елизабет (* 1351; † 24 април 1397); ∞ ок. 1366 г. княз Йохан II фон Анхалт-Цербст (1341 – 1382)
- Анна († 27 юли 1385); ∞ 1369 г. Готфрид III фон Хоенлое-Уфенхайм-Ентзе (1344 – 1390), син на Лудвиг фон Хоенлое († 1356)
- Хайнрих VI (X, XIII) (* 19 юни 1352; † 1405); ∞ 1376 г. Мехтилд фон Баден (1368 – 1425), дъщеря на маркграф Рудолф VI фон Баден († 1372)
- Бертхолд XII (XV) (* 1356; † 11 февруари 1416), домхер в Бамберг

Вероятно е баща и на:
- Алберт
- Херман († сл. 10 март 1373)
- Йохан (* ок. 1358; † пр. 10 април 1360)
- Фолкмар